# Katima Mulilo
Katima Mulilo est une ville de Namibie au bord du fleuve Zambèze comptant 22 700 habitants (2001), chef-lieu de la région Zambezi, en Afrique australe. 

## Géographie
Au nord-est de la Namibie, par l'étroite Bande de Caprivi, la ville est frontalière avec la Zambie grâce au pont Katima Mulilo, un ouvrage d'art de 900 m ouvert en 2004 sur le Zambèze aboutissant à Sesheke. Ce pont a réalisé l'achèvement d'un axe routier important partant du port en eau profonde de Walvis Bay vers Lusaka puis au-delà vers des régions enclavées (Malawi, Katanga...)

## Histoire
Située sur le fleuve Zambèze, la ville fut créée par les autorités coloniales britanniques en 1935 pour remplacer Schuckmannsburg (aujourd'hui Luhonono), l'ancienne capitale locale établie par les Allemands. La Namibie s'appelait alors le Sud-Ouest africain. 
Des séparatistes ont sévi dans la région. En 1999, lors du conflit de Caprivi, leurs actions auraient poussé près de 20 000 personnes à se réfugier au Botswana. Treize personnes ont été tuées lors des attaques au lance-roquettes, au mortier et au fusil d'assaut contre un poste de police, un poste de frontière, une banque, une base militaire et un bureau de la télévision nationale. Une famille de touristes français en provenance du Zimbabwe a été également attaquée alors qu'elle traversait la bande de Caprivi (les parents ont survécu mais les trois enfants ont été tués).
Les forces armées ont mis rapidement fin à cette tentative de sédition et ont arrêté des dizaines de personnes.
En 2015, 30 personnes ont été reconnues coupables de haute trahison, meurtre et tentative de meurtre.

## Accès
L'aérodrome de Katima Mulilo-Mpacha, d'intérêt régional, est desservi notamment par Air Namibia vers l'aéroport de Windhoek-Eros.